# Greendale, Sydney
Greendale este o suburbie în Sydney, Australia.